# Wikipedia en búlgaro
La Wikipedia en búlgaro (en búlgaro: Българоезичната Уикипедия) es la edición en búlgaro de Wikipedia en número de artículos. A partir del 15 de noviembre de 2018, tiene 303 210 artículos y es la edición 33.ª más grande de Wikipedia. Fue fundada el 6 de diciembre de 2003 y el 12 de junio de 2015 superó el umbral de 200 000 artículos.

## Hitos
- 6 de diciembre de 2003: inicia Wikipedia en búlgaro.
- 7 de diciembre de 2003: primer artículo.
- 3 de octubre de 2004: llega a los 10 000 artículos.
- 26 de diciembre de 2007: llega a los 50 000 artículos.
- 24 de mayo de 2010: llega a los 100 000 artículos.
- 17 de julio de 2013: llega a los 150 000 artículos.
- 12 de junio de 2015: llega a los 200 000 artículos.